# جامع الصفاقية
جامع الصفاقية هو جامع في مدينة حلب وهو من المعالم التأريخية في المدينة.
أنشئ عام 1425، ويشتهر بمئذنته المثمنة المزخرفة بإتقان.
تمتاز مدينة «حلب» بوجود أكثر من ألف مسجد وجامع فيها، تمثل أربعة عشر قرناً من مختلف العهود الإسلامية.